# Izopren
Izopren – organiczny związek chemiczny z grupy dienów. Stosowany w przemyśle do otrzymywania jednego gatunku kauczuku syntetycznego (kopolimeru izoprenu i izobutanu).
Występuje w dwóch stereochemicznych odmianach – 1,4 cis oraz 1,4 trans, oraz w formie dwóch adduktów (1,2 oraz 3,4). Wynika to z rodzaju syntezy (wolnorodnikowa lub koordynacyjna). Izopren bardzo łatwo ulega fotodegradacji.

## Występowanie
Jest najpowszechniej występującym węglowodorem pochodzenia roślinnego oraz produkowanym przez ssaki. Stanowi do 70% ilości węglowodorów w powietrzu wydychanym przez człowieka, choć jego stężenie jest bardzo zróżnicowane. Powstaje podczas biosyntezy cholesterolu na szlaku mewalonowym. Pomiar jego stężenia jest łatwy do przeprowadzenia i może być wykorzystywany do badania różnych zjawisk metabolicznych w organizmie, np. zaburzeń gospodarki tłuszczami.
Kilkukrotnie powielony motyw strukturalny izoprenu tworzy szkielet węglowy wielu związków pochodzenia naturalnego – terpenów.

## Otrzymywanie
Na skalę przemysłową jest otrzymywany przez dimeryzację propenu w obecności katalizatora glinoorganicznego. Otrzymywany również z formaldehydu i izobutylenu, acetylenu i acetonu lub poprzez odwodornienie izopentanu.

## Zastosowanie
95% izoprenu jest używane do wytwarzania (Z)-1,4-poliizoprenu, który jest syntetycznym odpowiednikiem kauczuku naturalnego (składa się on w większości z (Z)-1,4-poliizoprenu o masie cząsteczkowej 100 000 do 1 000 000 g/mol plus kilka procent białek, tłuszczów i substancji nieorganicznych).
Część naturalnych źródeł gumy zwanych Gutaperka zawiera (E)-1,4-poliizopren – strukturalny izomer. Gutaperka jest krucha i łamliwa. Kauczuk – giętki i wytrzymały na naprężenia.